# ゴルカ・グルセタ
ゴルカ・グルセタ・ロドリゲス（Gorka Guruzeta Rodríguez, 1996年9月12日 - ）は、スペイン・バスク州ギプスコア県サン・セバスティアン出身のプロサッカー選手。アスレティック・ビルバオに所属している。ポジションはフォワード。

## 来歴
2014年にアンティグオコからアスレティック・ビルバオのユースチームに加入。2014-15シーズンにCチームにあたるCDバスコニアでシニアデビュー。
アシエル・ビジャリブレの負傷もあり、2015年12月21日に当時2部に所属していたBチームに招集され、CDルーゴ戦でプロデビューを飾った。
2018年8月27日のSDウエスカ戦でマルケル・スサエタとの交代でトップチームデビュー。
2019年1月16日、コパ・デル・レイのセビージャFC戦でトップチーム初得点を挙げた。
その後、怪我による長期離脱もありトップチームに昇格する事は出来ず。2020年9月1日に契約満了により退団し、セグンダ・ディビシオンのCEサバデルと3年契約を結んだ。
2020年11月22日のUDラス・パルマス戦でプロ初ゴールを記録。
その後も継続して試合に出場していたが、チームは3部に降格。2021年7月16日にセグンダ・ディビシオンのSDアモレビエタに移籍した。
SDアモレビエタでは加入から4ヶ月間、全く得点に絡めなかったが、12月5日のマラガCF戦での2ゴールを機に調子を上げ、シーズンで13ゴールを挙げた。
2022年7月3日、アスレティック・ビルバオに2年間の契約で復帰。
2022年8月29日のカディスCF戦で、途中出場からプリメーラ・ディビシオン初ゴールを含む2得点を決めた。

## 家族
父親のシャビエルはレアル・ソシエダなどでプレーしたプロサッカー選手。
弟のホンは、ビルバオ・アスレティックでプレーしている。